# Кольцов Микола Михайлович
Кольцов Микола Михайлович (11 травня 1936, Воронеж — 27 грудня 2011, Харків) — радянський футболіст, що грав на позиції правого захисника.

## Біографія
Народився Микола Кольцов у Воронежі, де його батько працював на авіаційному заводі. У 1941 році сім'я переїхала до Куйбишева. З 15 років почав займатися у місцевій ДЮСШ «Крила Рад». У 1961 році тренер В'ячеслав Соловйов запросив Кольцова в київське «Динамо», де він дебютував 8 квітня 1961 року, в матчі проти ленінградського «Зеніту». Вже у своєму першому сезоні за новий клуб, правий захисник став переможцем першості, вперше зі своєю командою завоював звання чемпіона СРСР.
У вересні 1963 року, після прохання харківського партійного керівництва, Кольцов був відряджений до Харкова, для посилення місцевої команди «Авангард». Відігравши в харківському клубі майже чотири сезони, Микола став одному з лідерів оборонних порядків команди.
Свій останній сезон в командах майстрів, провів в кіровоградській «Зірці», що виступала у другій групі класу «А». Відігравши за клуб у 1967 році 33 матчі, Микола Кольцов завершив активну ігрову кар'єру.
Після закінчення ігрової кар'єри, Кольцов повернувся до Харкова, де тренував і виховував молодих гравців.
Помер 27 грудня 2011 року

## Досягнення
- Чемпіон СРСР: 1961
- Майстер спорту СРСР: 1961
- Заслужений тренер УРСР: 1977
- Медаль «За працю і звитягу»: 2011[3]